# Henry Pelham
Henry Pelham (født 25. september 1694, død 6. marts 1754) var en britisk statsmand fra Whig-partiet, der var Storbritanniens 3. premierminister fra 1743 til sin død i 1754. Han var en yngre bror til Thomas Pelham-Holles, 1. hertug af Newcastle, der var medlem af Pelhams regering og efterfulgte ham som premierminister. Pelham regnes for at være Storbritanniens tredje premierminister efter Robert Walpole og Jarlen af Wilmington.